# Helena Tornero
Helena Tornero Brugués (Figueras, 1973) es una dramaturga y guionista española, autora, directora, profesora y traductora de teatro. Actualmente combina su trabajo de profesora de Historia del Teatro con la escritura de teatro y ópera. En 2015 fue ganadora del premio Lope de Vega.

## Biografía
Aunque nació en Figueras por proximidad hospitalaria, su hogar estaba en Portbou, en la estación ferroviaria.  "Hoy pienso - explica - que mi primera profesora de dramaturgia fue la estación de Portbou". Fue una niña lectora y creativa que se disfrazaba y representaba obras inventadas con sus hermanas. A los trece años trabajó con su hermana en un programa de radio, también señala en su biografía.  Estudió idiomas y la Diplomatura de Turismo en la Universidad de Gerona. Posteriormente trabajó en países como Alemania, Bélgica, Inglaterra y Rusia. 
Decidió regresar a Barcelona donde estudió dirección escénica y dramaturgia en el Instituto del Teatro formándose en escritura teatral con  Toni Cabré, Carles Batlle, Sergi Belbel, Enzo Cormann, José Sanchís Sinisterra, Roland Schimmelpfennig y Rafael Spregelburd.
Su obra teatral se publica desde el 2002. Entre sus primeros trabajos se encuentran El Vals de la Garrafa (Premio Joan Santamaría 2002), Las Madames (2003) o Sumergirse en el agua (Premio SGAE de Teatro Juvenil 2007).   
También ha escrito novelas infantiles como El ladrón de libros (2005) y ha traducido textos de Michael Marc Bouchard, Evelyne de la Chenelière o Fabrice Melquiot.
En 2006 su obra Babybird quedó finalista en los Premios Romea y al año siguiente, asiste gracias a una beca, al Forum International del Theatertreffen de Berlín.
En 2009 logró con Apatxes, una obra sobre el nazismo y el exilio vistos a través de los ojos de un niño, ganó el II Premio 14 de abril de teatro del Memorial Democrático de la Generalidad de Cataluña. Ambientado en un pueblo francés durante la ocupación nazi y retrata la evolución de la guerra a través de la mirada de un niño de nombre Gabriel, a quien la autora define como un apache en medio de la guerra inspirándose en la vida de Teodor Garriga, un locutor catalán que se exilió en Francia y luchó con la resistencia.
En 2015 inicia su trayectoria como autora de ópera con 4 Carmen, una ópera sobre el mito de Carmen revisado con ojos contemporáneos que se estrena en el Festival de Peralada. También es autora de las óperas DisPLACE y Je suis Narcissiste.  DisPLACE es una ópera de cámara con la gentrificación como tema principal del argumento; producida por Musiktheatertage Wien, Òpera de Butxaca i Nova Creació de Barcelona. Se  estrenó en Viena en 2015 . Je suis Narcissiste es una crítica sin tapujos del que aparentamos ser pero no somos a través del humor negro. Esta ópera bufa con música de Raquel García-Tomás se estrenó el marzo de 2019 en el Teatro Español de Madrid y en el Teatre Lliure de Barcelona, una coproducción con el Teatro Español, el Teatro Real y el Lliure .
En 2016 fue una de las fundadoras del Proyecto Paramythádes, un proyecto artístico (talleres de danza, teatro y música) dirigido a menores y adolescentes refugiados con el objetivo de ofrecerles un espacio de libertad, expresión y creación. De este proyecto surgirá la obra Kalimat.
En 2019 presenta la obra El futuro, en el Teatre Nacional de Catalunya, en el marco del proyecto Club de Lectura "Leer el teatro" del Teatre Nacional de Catalunya en colaboración con las Bibliotecas Públicas de Cataluña.

## Obra

### Teatro
- El vals de la garrafa, Premi Joan Santamaria 2002, editado por l'Associació d’Actors i Directors Professionals de Catalunya (Barcelona: AADPC, 2002) ISBN 848982628
- Submergir-se a l’aigua (Sumergirse en el agua) está escrita en 2006 y es una desgarradora historia sobre la migración, la intolerancia colectiva, la exclusión social y las relaciones entre padres e hijos. L'autora se inspiró después de leer un artículo periodístico.[17][18] La obra se ha traducido al italiano, francés y alemán.[19] Esta obra ganó el Premio SGAE de Teatro Juvenil 2007.
- Suplicants (Suplicantes) (2008)
- Apatxes (Apaches)
- De música y hombres (2009)
- You are pretty and I amb drunk (2011)
- Ayer (2012)
- Reestructuración (2012)
- Sots l'ombra d'un bell arbre (Future is unwritten), 2012. Escrita a partir del Llibro del gentil i los tres sabios de Ramon Lull, estrenada en Portugal.
- No parlis amb estranys: fragments de memòria (No hables con extraños: fragmentos de memoria)
- Mimosa (Love and fascism), 2014
- Fascinación (Premio de Teatro Lope de Vega 2015) estrenada en el ITeatro de Milán l'any 2018.[20]
- Kalimat (Palabras) estrenada en la Sala Tallers del Teatre Nacional de Catalunya en 2017 y considerada una obra-documental y solidaria, con un relato en primera persona de los refugiados del campo de Nea Kavala, al norte de Grècia. Esta obra nace de la experiencia del equipo del Proyecto Paramythádes, un equipo de personas de las artes escénicas del que forma parte helena Tornero.[13]
- El Futur (El Futuro)

### Ópera
- 4 Carmen (2015)
- DisPLACE
- Je suis Narcissiste (2019)

### Guiones TV
- 2008 escribió varios guiones para la serie de TV Ventdelplà
- 2015 Àrtic.

### Traducción
- Bashir Lazhar, de Evelyne de La Chenelière ; traducción de Helena Tornero. Tarragona : Arola ; 2010. ISBN 9788492839681

### Narrativa infantil
- El Ladrón de libros, con ilustraciones de Carles Arbat. Madrid : Oxford, 2010. ISBN 9788467357110

## Premios y reconocimientos
- 2002 premio Joan Santamaria 2002) con El Vals de la Garrafa
- 2007 premio de teatro infantil y juvenil de la SGAE por Sumergirse en el agua
- 2009 II Premio 14 de abril de teatro del Memorial Democrático de la Generalidad de Cataluña. con Apatxes,
- 2015 Premio Lope de Vega con Fascinación.[21]